# Reiseversicherung
Als Reiseversicherung bezeichnet man Versicherungsverträge, die verschiedene Risiken im Zusammenhang mit Reisen abdecken.

## Arten von Reiseversicherungen
Als Reiseversicherung werden Versicherungen bezeichnet, die im Rahmen von Reisen abgeschlossen werden. Die wichtigsten sind Reiserücktrittskostenversicherung, Reisekrankenversicherung, Reiseunfallversicherung, Reisegepäckversicherung, Reiseabbruchversicherung und  Reiseumbuchungsversicherung; weitere Versicherungen sind: Reiseprivathaftpflichtversicherung, Reiserechtsschutzversicherung und Reiseassistenzversicherung. Diese Versicherungen werden einzeln oder in Kombination (Versicherungspaket) unter anderem von Versicherungsunternehmen, Kreditkartenunternehmen und Verkehrsclubs angeboten.

### Reiserücktrittskostenversicherung
Eine Reiserücktrittskostenversicherung (in Österreich auch Reisestornoversicherung genannt) schützt den Versicherten vor Gebühren, die entstehen können, wenn die bereits gebuchte Reise nicht angetreten werden kann. Dabei werden unter gewissen Voraussetzungen wie etwa Unfall, Tod oder Krankheit des Versicherten oder eines nahen Angehörigen die Stornogebühren zur Gänze oder teilweise übernommen.

### Reiseabbruchversicherung
Eine Reiseabbruchversicherung deckt jene Kosten ab, die entstehen, wenn eine bereits angetretene Reise aus bestimmten Gründen abgebrochen werden muss. Es werden je nach Versicherungsvertrag Rückreisekosten und Stornierungskosten für die restliche Reise in voller Höhe oder teilweise erstattet.

### Reisekrankenversicherung
Eine Reisekrankenversicherung schützt den Versicherten vor Arzt- und Behandlungskosten, die im Ausland im Falle einer Krankheit entstehen können. Es wird jener Betrag teilweise oder zur Gänze übernommen, der durch die gesetzliche Krankenversicherung (durch Sozialversicherungsabkommen mit anderen Staaten) nicht gedeckt ist. Ein Heimtransport des Versicherten infolge einer schweren Krankheit oder eines Unfalls kann ebenfalls durch eine Reisekrankenversicherung gedeckt sein.
Chronisch Kranke sind mit der Reisekrankenversicherung allein allerdings nicht ausreichend geschützt. Denn sie zahlt häufig nicht, wenn eine Behandlung im Ausland vorhersehbar war. Diese Lücke müssen die Patienten vor der Reise mithilfe ihrer Krankenkasse schließen.  Doch nicht in jedem Fall muss bei bekannten Krankheiten die Krankenkasse mit eingeschaltet werden, denn ist eine Krankheit über eine längere Zeit unauffällig (wie beispielsweise eine Allergie), verschlechtert sich dann aber plötzlich am Urlaubsort, handelt es sich um eine unerwartete Verschlechterung, bei der der Versicherungsschutz greift. Wie lange die Krankheit vor der Reise unauffällig sein muss, damit bei plötzlichen Symptomen der Versicherungsschutz greift, ist in den Versicherungsbedingungen festgelegt.

### Reiseunfallversicherung
Eine Reiseunfallversicherung kommt für entstandene finanzielle Nachteile in Verbindung mit einem Unfall auf Reisen auf. Leistungen von Seiten des Versicherers erhält man meistens bei dauernder Invalidität, für Bergungs- und Rückholkosten und im Todesfall.

### Reisegepäckversicherung
Eine Reisegepäckversicherung ersetzt auf Reisen abhandengekommenes Gepäck unter gewissen Bedingungen (z. B. Überwachung des Gepäcks) bis zu einer vereinbarten Höchstgrenze. In Betracht kommt aber auch eine Deckung durch die Hausratversicherung. Bei grober Fahrlässigkeit, so zum Beispiel wenn einem schlafenden Reisenden eine wertvolle Uhr gestohlen wird, der versäumt hat, seine Uhr abzudecken, kann der Versicherer seine Leistung anteilig kürzen.

### Reiseumbuchungsversicherung
Eine Reiseumbuchungsversicherung deckt Umbuchungskosten in der im Vertrag geregelten Höhe ab, wenn eine Reise aus bestimmten Gründen umgebucht werden muss.